# Hugh Weiss
Pour les articles homonymes, voir Weiss.
 (octobre 2021).
Si vous disposez d'ouvrages ou d'articles de référence ou si vous connaissez des sites web de qualité traitant du thème abordé ici, merci de compléter l'article en donnant les références utiles à sa vérifiabilité et en les liant à la section « Notes et références ».
Hugh Weiss, né le 5 juin 1925 à Philadelphie (États-Unis) et mort le 1er octobre 2007 à Paris 16e, est un artiste peintre français d'origine américaine.

## Biographie

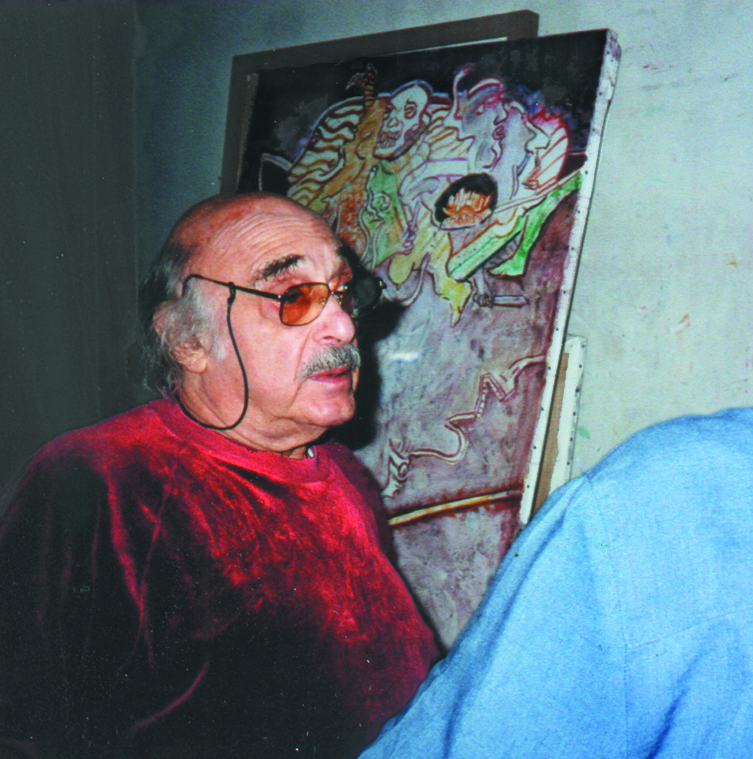
Hugh Weiss dans son atelier le 11 septembre 2002.

Fils de Maurice Weiss, fabricant de drapeaux, et de Esther Margles, il suit des études au lycée de Philadelphie, puis à la Pennsylvania Academy of the Fine Arts, en 1940, après avoir pris des cours du soir en aquarelle les deux années précédentes.
Il entre en 1943 à la Fondation Barnes, diplômé en histoire de l’art, il va  participer à la Guerre du Pacifique pendant la Seconde Guerre mondiale. La vision des corps démembrés resurgiront dans ses toiles vers la fin de sa vie. À la fin de la guerre, il obtient plusieurs prix et bourses (G.I. Bill, Beaux Arts de Philadelphie…) qui lui permettent de se rendre en Europe. C’est en 1948 qu’il s’installe à Paris, dans le quartier de Montparnasse et, sur l’invitation de Geneviève Asse, participe au Salon des moins de trente ans.
En 1949, il voyage en Italie et rencontre la photographe Sabine Weber, plus connue sous le nom Sabine Weiss, qu'il épouse le 23 septembre 1950. Deux mois plus tard, ils emménagent dans un petit atelier au fond d’une cour dans le 16e arrondissement de Paris. En 1964, le couple adoptera une fille qu’ils prénomment Marion.
Une première exposition personnelle est organisée en 1949. Entre 1950 et 1975, il présente vingt-cinq expositions dans des galeries et musées en Europe et aux États-Unis. De 1951 à 1956, il voyage beaucoup avec son épouse, lui peignant et elle photographiant. En 1964, il crée ses premiers Biplans mous. Il part aux Indes pour la première fois en 1975 en compagnie de son épouse et obtient le premier prix de la Triennale de New Delhi. Il développe son thème des Éléphants et autres bêtes dès 1974 et passera aux Architectures en 1978. Les thèmes des Cathédrales et des Coupoles démarrent en 1980. L’année suivante, il voyage en Égypte et reste marqué par le concept des barques sacrées de la mythologie égyptienne : la barque solaire, barque Mésektet, barque Néchémet, barque Mândjyt ou barque Henou. En 1986, il effectue un second voyage en Inde. Ce n’est qu’en 1990 qu’il aborde le thème des barques et fleuves sacrés qu'il poursuivra jusqu’en l'an 2000.
En 1995, il obtient la nationalité française.
Si le mouvement Cobra a influencé son travail, la peinture onirique d’Hugh Weiss qui propose des voyages imaginaires, histoires à tiroirs tragi-comiques, échappe à toute classification.
La dernière exposition de son vivant a lieu à Orléans, à la galerie Le Garage, du 2 juin au 1er juillet 2007. La Villa Tamaris à la Seyne-sur-Mer l'expose de novembre à décembre 2007.
Il meurt à l'âge de 82 ans le 1er octobre 2007 à Paris 16e. Crématisé au Père-Lachaise, ses cendres sont dispersées dans le jardin du souvenir du cimetière.

## Œuvres dans les collections publiques
(Sources biographiques de l’artiste dans Art en tête, galerie du Centre, et Who’s Who de France)
En Australie
- Sydney, musée de l’université de Sydney ;

En Belgique
- Ixelles, musée communal des beaux-arts ;
- Mons, musée des beaux-arts ;
- Ostende, Stedelijk Museum ;

En Bosnie-Herzégovine
- Sarajevo, musée d’art contemporain de Sarajevo ;

Au Brésil
- Rio de Janeiro, musée de Rio de Janeiro ;

Au Chili
- Santiago, musée de la Solidarité de Salvador-Allende ;

Aux États-Unis
- Harrisburg, State Museum of Pennsylvania ;
- Philadelphie, Pennsylvania Academy of the Fine Arts ;

En France
- Paris, Bibliothèque nationale de France ;
- Paris, Le Plateau ;
- musée d’art moderne de la ville de Paris ;
- musée d’art de Toulon ;
- Perpignan, musée Hyacinthe-Rigaud ;
- Fonds national d’art contemporain ;
- musée d’art contemporain du Val-de-Marne ;
- Ivry-sur-Seine[Où ?] : L’Oniroscaphe, 1980, peinture, 5 × 15 m ;
- Vitry-sur-Seine[Où ?] : Perspective et fausses perspectives, 1982, 4,5 × 9 m ;
- Le Kremlin-Bicêtre, collège Jean Perrin : L’Espace de l’espace, 1995 ;
- Seine-Saint-Denis, collection départementale d’art contemporain ;
- collections de la ville d’Ivry-sur-Seine ;
- collections de la ville de Vitry-sur-Seine ;
- musée municipal de Bourg-en-Bresse ;
- Dunkerque, Lieu d’Art et Action contemporaine ;
- Dunkerque, FRAC Nord-Pas-de-Calais ;
- collections de la ville de Saint-Martin-d’Hères (Isère).
- En Israël :
- Eilat, musée d’Eilat ;

En Macédoine
- Skopje, Galerie nationale de Macédoine ;

Au Mexique
- Chihuahua, musée du centre culturel Cuauhtemoc ;

Aux Pays-Bas
- Schiedam, Stedelijk Museum ;

En République de Chine
- Taïwan, musée national du Palais ;

En République tchèque
- Prague, Galerie nationale de Prague.

## Salons
- 1948 : Salon des moins de trente ans, invité par Geneviève Asse ;
- 1949 : Salon des moins de trente ans ;
- 1950 : Salon de la Jeune Peinture à l’École des beaux-arts de Paris ;
- Salon d’automne de 1950 ;
- 1965 : Salon de Mai, invité par Jean Messagier ;
- 1975 : Salon de Mai, nommé membre permanent du Comité directeur du Salon de Mai ;
- 1995 : Salon de Mai, œuvres des artistes membres du jury ;
- 2000 : Salon d’Angers, images narratives des années 1960 (1964-1974) ;
- 2000 : Salon de Vitry-sur-Seine.

## Expositions

### Expositions collectives
- 1947 : Fine Arts Annual Oil and Watercolor Show, Pennsylvania Academy of Fine Arts, Philadelphie, États-Unis ;
- 1948 : Fine Arts Annual Oil and Watercolor Show, Pennsylvania Academy of Fine Arts, Philadelphie, États-Unis ;
- 1950 : « Americans in Paris », Hacker Gallery, New York, États-Unis ;
- 1951 : festival de Knokke-le-Zoute, en Belgique ;
- 1951 : « 50 Americans in Paris », exposition itinérante à Alger, Helsinki et Stuttgart ;
- 1952 : Nebraska Annual, Omaha, États-Unis ;
- 1952 : Urbana (Illinois), États-Unis ;
- 1952 : Paris, galerie Craven, « Peintres américains en France » ;
- 1957 : Paris, galerie des Quatre Saisons : « Peinture-Peinture, Paris-New York » avec Philip Guston, Sam Francis, Mark Rothko, Pierre Tal Coat ;
- 1961 : Paris, Maison de la pensée française, « Gouaches des maîtres contemporains » ;
- 1965 : La Jolla, Californie, Gallery Jefferson, États-Unis ;
- 1966 : Museo de Arte moderne, « Opinion 66 », Rio de Janeiro, Brésil ;
- 1968 : Milan, Italie, galerie Il Georgio, « Groupe OPA de Paris » , avec Key Hiraga, Giánnis Gaḯtis, Edgard Naccache, Michel Macréau, Peter Foldes ;
- 1968 : Biennale de Belgrade, Yougoslavie ;
- 1968 : Tokyo, Gallery Nippon, avec Pierre Alechinsky et Jan Voss ;
- 1969 : musée des beaux-arts d’Anvers, avec Charles Semser, Serge Vandercam, François Jousselin ;
- 1970 : musée des beaux-arts de Lausanne, Suisse, et musée d’art moderne de Paris, « Galeries pilotes » ;
- 1970 :  Knokke-le-Zoute, Belgique, « Pop Art and Nouvelle Figuration » ;
- 1971 : musée du Havre, « Propositions 71 » ;
- 1971 : Cologne, Allemagne, galerie Baukunst, Kunst Mart, « Sequels of Surrealism » ;
- 1971 : Cologne, Allemagne, galerie Maya Kunst Mart ;
- 1971 : musée de Compiègne ;
- 1972 : Paris, galerie Germain, « Wool Art » ;
- 1974 : Lecco, Italie, « Idée de résistance dans l’art contemporain » ;
- 1974 : Londres, Camden Art Centre, « Wool art in Soft-Art » ;
- 1974 : Paris, galerie Œil de Bœuf, « Graphisme imaginatifs » ;
- 1974 : Saint-Étienne, Maison de la Culture, « Les parentés imaginaires » ;
- 1975 : Vitry-sur-Seine, Le Havre, Sochaux, « Femmes au présent » ;
- 1975 : Triennale de New Delhi Inde (médaille d’or) ;
- 1976 : Paris, muséum d’histoire naturelle, « L’animal de la Préhistoire à Picasso » ;
- 1976 : Cagnes-sur-Mer, Festival international de la peinture ;
- 1976 : Paris, ARC, musée d’art moderne, « La boîte » ;
- 1976 : Paris, Centre Georges-Pompidou, « Collections permanentes - Accrochage » ;
- 1976 : Fontenoy, Centre régional d’art contemporain au château du Tremblay, « Mythologie de l’image contemporaine », avec Atila Biro, Guillaume Corneille, Maryan S. Maryan et Bernard Rancillac ;
- 1986 : Châteauroux, Les Cordeliers, « Les figurations des années soixante à nos jours » ;
- 1987 : musée de Dieppe, « Les éléphants sont parmi nous » ;
- 1988 : Paris, galerie Marcel Fleiss, « Lumière du jour » ;
- 1989 : Arc-et-Senans, CNRS, « Les bâtisseurs de Karnac » ;
- 1989 : Salon de Montrouge, « Les Lauréats du prix de Montrouge » ;
- 1989 : Paris, Espace Cardin, « SOS Arménie » ;
- 1989 : Tokyo, Japon, Gallery Fine Arts ;
- 1989 :  Quartier de Belleville, Maison des jeunes et de la culture, « Signes, codes, symboles » ;
- 1989 : Palais des beaux-arts de Lille, « Hommage à David » ;
- 1989 : musée national de Taïwan, « Aspects de la peinture contemporaine en Europe » (Gérard Xuriguera) ;
- 1989 : musée national de Taïwan, « La Passion du Christ » ;
- 1989 : Tokyo, Japon, Gallery Fine Arts ;
- 1989 : Hôtel de Ville de Paris, « La Passion de Dunkerque » ;
- 1989 : Barcelone, Espagne, galerie Greca, « Le dessin, le pastel, l’aquarelle » (Gérard Xuriguera) ;
- 1990 : Gand, Belgique, galerie du Centre, Foire Linéart ;
- 1990 : Prague, « Dialogues d’artistes de France et de Tchécoslovaquie » ;
- 1990-1991 : Paris, Lille, Toulouse, Rouen, Bordeaux, Metz, Lyon, Marseille, Nancy, « Aspects de la figuration dans les années soixante » ;
- 1990 : Paris, musée du Luxembourg, « Le visage dans l’art contemporain » ;
- 1990 : Toulouse, musée des Jacobins, « Le visage dans l’art contemporain » ;
- 1991 : Maillot près de Sens, galerie Le Temps pour voir, « Hommage à Guy Resse » ;
- 1991 :  Paris, musée de l’Assistance publique - Hôpitaux de Paris, « Le sang » ;
- 1992 : Barcelone, Espagne, Biennale internationale du sport dans les arts ;
- 1992 : San Gabriele, Italie, cinquième biennale d’art sacré ;
- 1993 : Musée de Toulon, « L’éloge de la peinture » ;
- 1993 : Arras Centre Culturel Noroît, « L’Apocalypse vue par douze peintres » ;
- 1993 : Maubeuge, « Première triennale des Amériques » ;
- 1994 : musée de Cherbourg, « Style des années quarante - Cinquantenaire du débarquement des Américains en Normandie » ;
- 1994 : La Villette, Paris, sous l’égide de l’UNESCO, « Des images pour la Paix - Cent vingt artistes pour Sarajevo » ;
- 1994 : Château d’Homécourt, « Transréalisme - Pat Andrea, Pierre Dessons, Ben-Ami Koller, Marc Giai-Miniet, Hugh Weiss » ;
- 1994 : Barcelone, Espagne, Fondation Artigas, Gallifa, « Plats d’artistes » ;
- 1995 : Vitry-sur-Seine, « Acquisitions » ;
- 1995 : Hesdin, « La ville d’Hesdin vue par trente artistes » ;
- 1995 : musée d’Hazebrouck, « La Passion du Christ » ;
- 1995 : Paris, galerie Lefor Openo, « Plats des artistes » ;
- 1996 : Paris, SAGA, « Suite Novotel » ;
- 1996 : Alès, Bibliothèque Pierre-André Benoît, « Hommage à Imre Pan » ;
- 1996 : Paris, Maison de l’UNESCO, « Cent peintres de l’École de Paris (cinquantième anniversaire de l’UNESCO » ;
- 1997 : Créteil, hôtel du département, FDAC Val-de-Marne, « Acquisitions 1996 » ;
- 1997 : Château de Verderonne, « Animal » ;
- 1997 : Paris, fondation Mona-Bismarck, « Artistes américains en France » ;
- 1997 : plusieurs villes de Belgique, « La Passion du Christ » ;
- 1997-1998 : Paris, galerie Lefor-Openo, SAGA, « Céramiques d’artistes » ;
- 1998 : Harrisburg, State Museum of Pennsylvania, États-Unis, collection permanente de peintures contemporaines ;
- 1998 : Rotterdam, Pays-Bas, « Canal du Nord » ;
- 1998 : Seine-Saint-Denis, FDAC, « Le portrait, œuvres choisies » ;
- 1998 : Paris, galerie Darthea Speyer, « Trente ans d’expositions » ;
- 1998 : Saint-Pierre, La Réunion, Lieu d’Art Contemporain, galerie Vincent, installation au Palais des Sept Portes ;
- 1998 : Mons, Belgique, musée des beaux-arts, « Les fruits d’une passion » ;
- 1999 : Châtenay-Malabry, Centre d’éducation populaire, « Hommage à Gérard Xuriguera » ;
- 1999 : Arras, Biennale 1999, « Art - Présent » ;
- 1999 : Paris, Musée Bourdelle, « Animal » ;
- 1999 : Athènes, Grèce, Centre culturel d’art contemporain (organisée le FDAC du Val-de-Marne), « Figuration - non figuration » ;
- 1999 : La Havane, Cuba ; Barcelone, Espagne, « Cigares de La Havane à l’horizon de l’an 2000 » ;
- 2000 : Paris, galerie Tréguer, « La Luxure » ;
- 2000 :  Paris, Carrousel du Louvre, galerie du Centre, « Art Paris ».
- 2021 : « Hugh et Sabine Weiss - En symbiose », Galerie Jean Montchougny, Nevers[2].

### Expositions personnelles
- 1950 : galerie Huit à Paris
- 1951 : Hacker Gallery, New York, États-Unis ;
- 1954 : Hacker Gallery, New York, États-Unis ;
- 1955 : Gallery Bernard Ganimede, New York, États-Unis ;
- 1962 : Hacker Gallery, New York, États-Unis ;
- 1964 : galerie Delta , Rotterdam, Pays-Bas ;
- 1965 : galerie Delta , Rotterdam, Pays-Bas ;
- 1966 : galerie de Zimmertheatre, Tübingen, Allemagne ;
- 1967 : galerie Delta, Rotterdam, Pays-Bas ;
- 1969 : galerie Lucien Durand, Paris, France ;
- 1970 : galerie Delta, Rotterdam, Pays-Bas ;
- 1971 : galerie Maya à Bruxelles, Belgique ;
- 1972 : galerie Lucien Durand, Paris, France ;
- 1972 : Festival d’Art actuel, Rouen, France ;
- 1974 : Makler Gallery, Philadelphie, États-Unis ;
- 1974 : galerie Le Dessin, Paris ;
- 1975 : galerie Le Dessin, Paris ;
- 1976 : galerie Darthea Speyer, Paris ;
- 1976 : galerie municipale de Vitry-sur-Seine rétrospective ;
- 1977 : galerie Le Dessin, Paris ;
- 1977 : Centre Culturel Noroît, Arras ;
- 1977 : Centre Culturel Pablo Neruda Corbeil-Essonnes ;
- 1977 : galerie Maya à Bruxelles ;
- 1979 : Gallery Nippon, Tokyo, Japon ;
- 1979 : galerie Delta Rotterdam, Pays-Bas ;
- Du 12 avril au 25 mai 1980 : Centre Culturel de Villeparisis ;
- 1981 : galerie de Seine, Paris ;
- 1985 : galerie Breteau, Paris ;
- 1985 : Centre national des arts plastiques, La Défense ;
- 1985 : Centre culturel américain, Bruxelles, Belgique ;
- 1987 : musée de Grignan, Drôme ;
- 1987 : galerie du roi de Sicile, Paris ;
- 1987 : Gallery Fine Arts, Tokyo, Japon ;
- 1987 : Centre d’action culturelle d’Annecy ;
- 1988 : musée d’art contemporain, Dunkerque ;
- 1988 : galerie Jacqueline Storme, Lille ;
- 1988 : Centre Régional d’Art Contemporain, château du Tremblay, à Fontenoy ;
- 1991 : galerie du Centre Les Passagers, Paris ;
- 1991 : galerie Nippon, Tokyo, Japon, « Les avions mous » (1964-1965) ;
- 1991 : galerie Delta, Rotterdam, Pays-Bas ;
- 1992 : galerie Rhurgold, Dortmund, Allemagne ;
- 1992 : galerie Sonia K…, Lille ;
- 1992 : musée de Maubeuge, avec Peter Saul ;
- 1992 : galerie Vincent à Saint-Pierre, La Réunion ;
- 1993 : galerie du Centre  Nous, Paris ;
- 1993 : galerie municipale de Vitry-sur-Seine, « Cinquante ans de dessin » ;
- 1994 : galerie Lefor Openo, Paris, « Quelques papiers 1941-1994 » ;
- 1994 : Gallery Nippon, Tokyo, Japon ;
- 1994 : Gallery Fine Arts, Tokyo, Japon, avec Mickaël Grossaert ;
- 1995 : galerie Peccolo, Livourne, Italie ;
- 1995 : château d’Homécourt, « Le déluge » ;
- 1995 : galerie Litera, Prague, République tchèque, « Le déluge » ;
- 1996 : Gallery Fine Arts, Tokyo Japon, avec le graveur Arthur-Luiz Piza ;
- 1997 : Montrouge, hôpital Paul-Brousse, suite de la suite : « Essuie-tout » ;
- 1997 : galerie Hélène de Roquefeuil, Paris, « Les Barques » ;
- 1997 : galerie Jacqueline Storme, Lille, « Petites toiles » ;
- 1998 : galerie Alain Margaron, Paris, « œuvres des années 1950 » ;
- 1998 : Gallery Nippon, Tokyo, « œuvres des années 1960 » ;
- 2000 : Centre Culturel Julio Gonzales, Arcueil, « Grandes toiles » ;
- 2000 : galerie Lefor Openo, Paris, peintures récentes ;
- 2000 : musée de Mons, Belgique, rétrospective de 1947 à 2000 ;
- 2001 : galerie Art Sud, Toulouse, Festival de la Garonne-Mississipi ;
- 2001 : galerie Alain Margaron, Paris, « Œuvres choisies (1996-2001) » ;
- 2001 : Centre d’Art Contemporain Saint-Cyprien, Perpignan ;
- 2002 : Galerie Artgument, Esvres (rétrospective) ;
- 2003 : Gallery Nippon, Tokyo ;
- 2016 : musée d’art moderne de la ville de Paris, Hugh Weiss, le dernier voyage.

## Récompenses et décorations
- 1947-1948 : plusieurs bourses et prix lui permettant de voyager en Europe ;
- 1976 : médaille d’or à la Triennale de New Delhi, (Inde) ;
- 1977 : grand prix du Salon de Montrouge ;
- Chevalier de l'ordre des Arts et des Lettres (1985).

### Conférences
- Yvon Taillandier, Conférence sur Hugh Weiss Université de La Havane, 1968 et Université New Delhi en 1974[réf. nécessaire]

### Émissions de télévision
- Série Les peintres de notre temps, produit par Michel Lancelot, réalisé par Georges Pommier, juin 1979, durée : 55 minutes